# Scottish FA Cup 2003/04
Der Scottish FA Cup wurde 2003/04 zum 119. Mal ausgespielt. Der wichtigste schottische Fußball-Pokalwettbewerb, der offiziell als Tennent's Scottish Cup ausgetragen und vom Schottischen Fußballverband geleitet wurde, begann am 22. November 2003 und endete mit dem Finale am 22. Mai 2004 im Glasgower Hampden Park. Titelverteidiger waren die Glasgow Rangers, die sich im Vorjahresfinale gegen den FC Dundee durchsetzen konnten und ihren 31. Titel gewannen. Mit einem 3:1-Finalsieg gegen Dunfermline Athletic konnte Celtic Glasgow in der Saison 2003/04 das Double aus Meisterschaft und Pokal perfekt machen. Durch den Erfolg konnte Celtic zum insgesamt 32. Mal den Titel gewinnen und als alleiniger schottischer Rekord-Pokalsieger wieder vorne stehen. Dunfermline hingegen kassierte damit die zweite Niederlage beim vierten Finale, zuvor schon 1965 auch gegen Celtic; im Finale 2007 sollte es ebenfalls eine Niederlage im Endspiel gegen Celtic geben. Der unterlegene Finalist Dunfermline Athletic war aufgrund der Champions-League-Teilnahme der Glasgower für die folgende UEFA-Pokal-Saison 2004/05 startberechtigt und schied dort in der zweiten Qualifikationsrunde gegen den isländischen Verein FH Hafnarfjörður aus.

## 1. Runde
Ausgetragen wurden die Begegnungen am 22. November 2003. Die Wiederholungsspiele fanden am 29. November 2003 statt.
|                  | Ergebnis |                 |
| ---------------- | -------- | --------------- |
| Clachnacuddin FC | 0:2      | FC Stranraer    |
| FC Cowdenbeath   | 5:2      | Edinburgh City  |
| Elgin City       | 1:2      | FC Peterhead    |
| Forfar Athletic  | 1:1      | FC East Fife    |
| FC Gretna        | 4:0      | FC Dumbarton    |
| FC Montrose      | 1:1      | Albion Rovers   |
| FC Spartans      | 6:1      | Buckie Thistle  |
| Stirling Albion  | 3:1      | FC Queen’s Park |

### Wiederholungsspiele
|               | Ergebnis        |                 |
| ------------- | --------------- | --------------- |
| Albion Rovers | 1:3             | FC Montrose     |
| FC East Fife  | ?:? (4:1 i. E.) | Forfar Athletic |

## 2. Runde
Ausgetragen wurden die Begegnungen am 20. und 27. Dezember 2003. Das Wiederholungsspiel fanden am 27. Dezember 2003 statt.
|                         | Ergebnis |                     |
| ----------------------- | -------- | ------------------- |
| Alloa Athletic          | 3:3      | FC Spartans         |
| Berwick Rangers         | 4:2      | FC Huntly           |
| FC East Stirlingshire   | 0:5      | FC Cowdenbeath      |
| FC Gretna               | 5:1      | FC Stenhousemuir    |
| FC Inverurie Loco Works | 1:5      | Airdrie United      |
| FC Peterhead            | 0:2      | FC East Fife        |
| Stirling Albion         | 1:2      | FC Arbroath         |
| FC Montrose             | 1:0      | Threave Rovers      |
| Greenock Morton         | 4:0      | FC Vale of Leithen  |
| FC Stranraer            | 0:1      | Hamilton Academical |

### Wiederholungsspiel
|             | Ergebnis  |                |
| ----------- | --------- | -------------- |
| FC Spartans | 5:3 n. V. | Alloa Athletic |

## 3. Runde
Ausgetragen werden die Begegnungen am 10. Januar 2004. Das Wiederholungsspiel fanden am 21. Januar 2004 statt.
|                      | Ergebnis |                    |
| -------------------- | -------- | ------------------ |
| FC Aberdeen          | 0:0      | FC Dundee          |
| FC Arbroath          | 1:4      | FC Spartans        |
| Ayr United           | 1:2      | FC Falkirk         |
| Celtic Glasgow       | 2:0      | Ross County        |
| FC Clyde             | 3:0      | FC Gretna          |
| Dunfermline Athletic | 3:1      | Dundee United      |
| FC East Fife         | 0:1      | Queen of the South |
| Hamilton Academical  | 2:0      | FC Cowdenbeath     |
| Heart of Midlothian  | 2:0      | Berwick Rangers    |
| Hibernian Edinburgh  | 0:2      | Glasgow Rangers    |
| Inverness CT         | 5:1      | Brechin City       |
| FC Livingston        | 1:0      | FC Montrose        |
| Greenock Morton      | 0:3      | Partick Thistle    |
| Raith Rovers         | 1:3      | FC Kilmarnock      |
| FC St. Johnstone     | 0:3      | FC Motherwell      |
| FC St. Mirren        | 2:0      | Airdrie United     |

### Wiederholungsspiel
|           | Ergebnis |             |
| --------- | -------- | ----------- |
| FC Dundee | 2:3      | FC Aberdeen |

## Achtelfinale
Ausgetragen wurden die Begegnungen am 7. und 8. Februar 2004. Das Spiel zwischen dem FC Clyde und Dunfermline Athletic am 7. Februar wurde beim Stand von 1:2 in der 57. Spielminute aufgrund von starkem Schneefall abgebrochen und am 24. Februar wiederholt.
|                     | Ergebnis |                      |
| ------------------- | -------- | -------------------- |
| FC Falkirk          | 0:2      | FC Aberdeen          |
| Heart of Midlothian | 0:3      | Celtic Glasgow       |
| FC Motherwell       | 3:2      | Queen of the South   |
| Partick Thistle     | 5:1      | Hamilton Academical  |
| FC St. Mirren       | 0:1      | Inverness CT         |
| FC Kilmarnock       | 0:2      | Glasgow Rangers      |
| FC Spartans         | 0:4      | FC Livingston        |
| FC Clyde            | 0:3      | Dunfermline Athletic |

## Viertelfinale
Ausgetragen wurden die Begegnungen am 6. und 7. März 2004. Das Wiederholungsspiel fanden am 18. März 2004 statt.
|                 | Ergebnis |                      |
| --------------- | -------- | -------------------- |
| FC Aberdeen     | 1:1      | FC Livingston        |
| FC Motherwell   | 0:1      | Inverness CT         |
| Partick Thistle | 0:3      | Dunfermline Athletic |
| Celtic Glasgow  | 1:0      | Glasgow Rangers      |

### Wiederholungsspiel
|               | Ergebnis |             |
| ------------- | -------- | ----------- |
| FC Livingston | 1:0      | FC Aberdeen |

## Halbfinale
Ausgetragen wurden die Begegnungen am 10. und 11. April 2004. Das Wiederholungsspiel fand am 20. April 2004 statt. Die beiden Halbfinalspiele wurden jeweils im Hampden Park ausgespielt. Das Wiederholungsspiel im Pittodrie Stadium in Aberdeen.
|               | Ergebnis |                      |
| ------------- | -------- | -------------------- |
| Inverness CT  | 1:1      | Dunfermline Athletic |
| FC Livingston | 1:3      | Celtic Glasgow       |

### Wiederholungsspiel
|                      | Ergebnis |              |
| -------------------- | -------- | ------------ |
| Dunfermline Athletic | 3:2      | Inverness CT |

## Finale
| Dunfermline Athletic                                                        | Dunfermline Athletic | Celtic Glasgow | Celtic Glasgow |
| --------------------------------------------------------------------------- | --- | --- | -------------- |
| Dunfermline Athletic                                                        | \| Finale \| \| Samstag, 22. Mai 2004 um 15:00 Uhr (Ortszeit WEZ) in Glasgow (Hampden Park) \| \| Ergebnis: 1:3 (1:0) \| \| Zuschauer: 50.846 \| \| Schiedsrichter: Stuart Dougal \| \| Spielbericht \|                                                | \| Finale \| \| Samstag, 22. Mai 2004 um 15:00 Uhr (Ortszeit WEZ) in Glasgow (Hampden Park) \| \| Ergebnis: 1:3 (1:0) \| \| Zuschauer: 50.846 \| \| Schiedsrichter: Stuart Dougal \| \| Spielbericht \|                                     | Celtic Glasgow |
| Dunfermline Athletic                                                        | Derek Stillie – Richie Byrne (88. Andy Tod), Andrius Skerla, Darren Young, Aaron Labonte – Barry Nicholson, Derek Young, Gary Mason (82. David Grondin), Gary Dempsey (60. Lee Bullen) – Craig Brewster, Stevie Crawford Cheftrainer: Jimmy Calderwood | David Marshall – Didier Agathe, Jackie McNamara, Stanislav Varga, Dianbobo Baldé – Neil Lennon, Stilijan Petrow, Alan Thompson, Stephen Pearson (58. Ross Wallace) – Henrik Larsson, Chris Sutton Cheftrainer: Martin O’Neill ( Nordirland) | Celtic Glasgow |
| Dunfermline Athletic                                                        | 1:0 Andrius Skerla (40.) | 1:1 Henrik Larsson (58.) 1:2 Henrik Larsson (71.) 1:3 Stilijan Petrow (84.) | Celtic Glasgow |
| Dunfermline Athletic                                                        | Craig Brewster, Darren Young | Neil Lennon | Celtic Glasgow |
| Finale                                                                      | | |                |
| Samstag, 22. Mai 2004 um 15:00 Uhr (Ortszeit WEZ) in Glasgow (Hampden Park) | | |                |
| Ergebnis: 1:3 (1:0)                                                         | | |                |
| Zuschauer: 50.846                                                           | | |                |
| Schiedsrichter: Stuart Dougal                                               | | |                |
| Spielbericht                                                                | | |                |